# جیمی لوید (ورزشکار)
جیمی لوید (انگلیسی: Jimmy Lloyd; ۵ ژوئیهٔ ۱۹۳۹ – ۲۲ مارس ۲۰۱۳) ورزشکار بوکس اهل بریتانیا بود.
وی در مسابقات کشوری و بین‌المللی در مجموع برندهٔ ۱ مدال برنز شده‌است.